# Анучин, Артём Максимович
Ану́чин Артём Макси́мович (род. 1983) — композитор, пианист, музыкальный педагог. Член Союза Композиторов России с 2011 г. Почетный член Международного общества «Золотой ключ» (en:Golden Key International Honour Society, Атланта, Джорджия, США) с 2010 г. и Национальной Академии Музыки (Гранд-Джанкшен (Колорадо), США) с 2011 г. Победитель нескольких десятков российских и международных фортепианных и композиторских конкурсов.

## Биография
Артём Максимович Анучин родился 28 марта 1983 года в Челябинске-70 (сейчас город Снежинск). 
С пятилетнего возраста начал обучаться игре на фортепиано в Снежинской музыкальной школе. Заниматься сочинением музыки начал в девять лет под руководством екатеринбургского  композитора Максима Андреевича Баска.  
В 2001 г. окончил Специальную Музыкальную Школу-десятилетку при Уральской Консерватории имени М.П. Мусоргского в Екатеринбурге (сейчас Уральский музыкальный колледж): фортепианный класс доцента Ирины Владимировны Емельяновой. 
С 2001 г. по 2009 г. обучался в Санкт-Петербургской Государственной Консерватории имени Н. А. Римского-Корсакова по двум специальностям. Композиторский класс профессора Александра Дерениковича Мнацаканяна окончил в 2006 г., а фортепианный класс профессора Александра Михайловича Сандлера окончил в 2007 г.  
В 2009 г. окончил аспирантуру Санкт-Петербургской Консерватории (класс профессора А.Д. Мнацаканяна) и одногодичную стажировку на музыкальном факультете Боулинг-Гринского Государственного Университета (en:Bowling Green State University) (Боулинг-Грин (Огайо), США): фортепианный класс доктора Уинстона Чоя (Dr. Winston Choi).  
В 2011 г. окончил магистратуру музыкального факультета Боулинг-Гринского Государственного Университета (Боулинг-Грин, Огайо, США): фортепианный класс профессора Роберта Саттерли (Prof. Robert Satterlee), композиторский класс профессора Мэрилин Шруд (en:Marilyn Shrude). 
Артём Анучин обладает обширным фортепианным репертуаром. Выступал как пианист в Австрии, Болгарии, Чехии, США, ОАЭ, Омане и России. 
Композиторское творчество характеризуется слиянием различных стилей и техник композиции, среди которых предпочтение отдаётся минимализму и репетитивной технике. А. Анучин создал своеобразный и узнаваемый стиль, основными характеристиками которого являются лаконизм формы, максимальная характерность музыкального языка, преобладание активной моторики, асимметричность синтаксиса и метроритма, главенствующая роль ритма, динамики, артикуляции, педализации.  
Как музыкальный педагог работал в  Боулинг-Гринском Государственном Университете (Боулинг-Грин, Огайо, США), в Миссурийском Государственном Университете (en:University of Missouri–Kansas City) (Канзас-Сити (Миссури), США), в Институте Классической Музыки и Музыкальных Искусств (Classic Music & Arts Institute) (Маскат, Султанат Оман), в Международном Музыкальном Институте (International Music Institute) (Абу-Даби, Объединенные Арабские Эмираты), в Королевском Музыкальном Институте (Royal Institute of Music & Arts) (Абу-Даби, ОАЭ), в Магнитогорской Государственной Консерватории им. М.И. Глинки (Магнитогорск, Россия).

## Основные произведения
А. Анучин — автор двух концертов для фортепиано с оркестром, оперы, вокальных и хоровых сочинений. Написал большое количество камерной музыки, а также сочинений для сольного фотрепиано. 
- Концерт для фортепиано с оркестром (1997);

- Двадцать четыре прелюдии для фортепиано соло (1997);
- Четыре хора на стихи А.С. Пушкина для смешанного хора a cappella (1997);
- Гимн городу Снежинску (1998);

- Три пьесы для кларнета и фагота (1999);

- Пять пьес для флейты и кларнета (2001);
- Вариации для гобоя и фортепиано (2002);
- «И остановился ковчег…», одноактная опера (2002);
- Пять пьес для сопранового саксофона и фортепиано (2002);
- Пять хоров на стихи Самуила Маршака для смешанного хора a cappella (2003);
- Вариации для фортепиано соло (2003);
- Три романса на стихи поэтов серебряного века для баса и фортепиано (2003);
- Соната №1 для фортепиано соло (2004);
- Соната №2 для фортепиано соло (2005);

- Квинтет для деревянных духовых инструментов (2006);

- Четыре пьесы для струнного квартета (2006);
- Цикл «Творчество» для баса с оркестром (2006);
- Соната №1 для кларнета соло (2008);
- Соната №2 для кларнета соло (2008);
- Соната №3 для кларнета соло (2008);
- «Танцы планет», cюита в девяти частях для фортепиано соло (#1: «Меркурий», #2: «Венера», #3: «Земля», #4: «Марс», #5: «Юпитер», #6: «Сатурн», #7: «Уран», #8: «Нептун», #9: «Плутон») (2010);
- Хоровой цикл на стихи Томаса Харди для смешанного хора a cappella (#1: «Ночь в ноябре», #2: «Моменты видения», #3: «Наследственность») (2011);
- Два хора на стихи Стиви Смита для смешанного хора a cappella (#1: «Потерянный лебедь», #2: «Фафнир и рыцари») (2011);
- Два хора на стихи Уистена Хью Одена для смешанного хора a cappella (#1: «Его стареющая природа», #2: «Эта лунная красота») (2011);
- Пять пьес для фортепиано соло (#1: «Энергетический напиток», #2: «В маленьком стеклянном городе», #3: «Отзвуки бездны», #4: «Прыгающие бусинки», #5: «Звуки полнолуния») (2012);
- «Музыка дрейфующих льдинок» для двух флейт пикколо (2013);
- «Вращения» для четырёх флейт (2013);
- «Музыка перелётных птиц» для пяти кларнетов (2014);
- Три пьесы для клавесина соло (#1: «Музыка электрического тока», #2: «Танец серебряных змеек», #3: «Мерцания») (2014);
- «Кипящая музыка» для трёх фаготов (2015);
- Семь багателей для арфы соло (2015);
- «Полёт жирафа на воздушном шаре» для альтового саксофона, альта и виолончели (2015);

- Концерт для фортепиано с оркестром (2016);
- «Музыка для сёрфинга» для двух виброфонов (2016);
- «Катастрофы», три пьесы для ударных инструментов (2016);
- «Когда радуга улыбается...» для двух маримб (2016);

- Двенадцать концертных прелюдий и фуг для фортепиано соло (2016);
- «Музыка тропических бабочек» для четырёх саксофонов (2017);
- «Музыка красных облаков» для двух альтовых флейт (2017);
- Триптих для двух фортепиано (#1: «Песня горного ручейка», #2: «Бермудский треугольник», #3: «Рассказ о Гренландии») (2018);
- «Музыка Кеймада-Гранди» для трёх скрипок (2018);
- «Музыка звёздного неба» для трёх скрипок и двух виолончелей (2018);
- «Музыка Гульфосского Водопада» для шести фортепиано (2019);
- «Юмореска» для гобоя, кларнета и бас-кларнета (2019);
- «Музыка сердцебиения» для девяти виолончелей (2019);
- «Музыка марширующих шахматных фигур» для трёх труб (2019);
- Двенадцать джазовых этюдов для фортепиано соло (2020);
- «Колокольная музыка» для кларнета и двух фортепиано (2020);
- «Весенняя прогулка» для трёх тромбонов (2020);
- «Музыка Салар-де-Уюни» для гобоя и фортепиано (2020);
- «Рикошеты» для двух фортепиано (2020);
- Ноктюрн для флейты и фортепиано (2020);
- «Антарктическая музыка» для оркестра и фортепиано (2021);
- Двадцать пять прелюдий для фортепиано соло[11] (2022);
- «Музыка племени Сентинельцев» для шести деревянных духовых инструментов и вибрафона (2023);
- Фантазия для пяти скрипок (2023);
- «Северная песня» для альтового саксофона, челесты и мужского хора (2023);
- Вокальный цикл на слова Джона Китса для баса и фортепиано (#1: «К звезде», #2: «Два-три», #3: «Кузнечик и сверчок», #4: «Когда страшусь, что смерть прервёт мой труд», #5: «Море») (2023);
- Соната №3 для фортепиано соло (2023);
- Соната №4 для фортепиано соло (2024);
- Шесть миниатюр для квартета деревянных духовых инструментов (#1: «Майская музыка», #2: «Токкатина», #3: «Дуэт», #4: «Танец с факелами», #5: «Ария», #6: «Поездка на игрушечном поезде») (2024);
- Одиннадцать багателей для клавесина соло (2024);
- Четыре минимализма для фортепиано соло (#1: «Рассказ о том, как я торопился и опоздал», #2: «Потерял и не могу найти», #3: «Ярость», #4: «Cохранение равновесия») (2024);
- «Вокализ» для голоса и фортепиано (2024);
- «Музыка к Новому Году» для восьми инструментов (2025);
- Сюита в пяти частях для фортепиано в четыре руки (2025) и другие.

## Музыкальные фестивали и конкурсы

### Участие в музыкальных фестивалях
Музыка Артёма Анучина исполнялась на международных фестивалях современной музыки в Австрии, Германии, США и России. В музыкальных фестивалях принимал участие и как пианист, и как композитор. 
- «Молодые композиторы Урала», Екатеринбург, Россия (1995, 1997, 1999, 2001);
- «Звезды белых ночей», Санкт-Петербург, Россия (2003, 2006);
- «Петербургская Музыкальная весна», Санкт-Петербург, Россия (2003);
- Музыкальный Фестиваль «Я вернулся в мой город», Санкт-Петербург, Россия (2003);
- «Звуковые пути», Санкт-Петербург[13], Россия (2004);
- «Молодежные академии России», Санкт-Петербург, Россия (2005);
- Композиторский Фестиваль «Golden Key»[14], Вена, Австрия (2010);
- Фестиваль Современной Музыки[15], Сан-Франциско, Калифорния, США (2013);
- Фестиваль-Форум Юго-Восточной Лиги Композиторов[16], Морхед, Кентукки, США (2013);
- Фестиваль им. Рихарда Штрауса «BURLESKE», Дюссельдорф, Германия (2014);
- Композиторский Фестиваль «Golden Key», Вена, Австрия (2017);
- Фестиваль «Lange Nacht der Forschung»[17], Венский университет,  Вена,  Австрия (2024) и другие.

### Победы в музыкальных конкурсах
Был победителем ряда фортепианных и композиторских конкурсов — Российских и Международных, среди которых: 
- XLI Конкурс Молодых Пианистов[18], Боулинг-Грин, Огайо, США (2008);
- Международный Композиторский Конкурс «Golden Key»[19], Вена, Австрия (2009);
- XLIX Конкурс Молодых Пианистов[20], Лима, Огайо, США (2009);
- Международный Композиторский Конкурс имени Антонина Дворжака[21], Прага, Чехия (2010, 2011);
- Международный Композиторский Конкурс[19], Нью-Йорк, США (2013, 2018);
- Международный Композиторский Конкурс в честь двухсотлетия Листа[22], Атенс, Джорджия, США (2010);
- Международный Композиторский Конкурс[23], Салоники, Греция (2010);
- Международный Фортепианный Конкурс[23], Салоники, Греция (2010);
- Всеамериканский Фортепианный Конкурс MMTA[24], Керксвилл, Миссури, США (2010);
- III Международный Фортепианный Конкурс, Санта-Фе, Нью-Мексико, США (2010);
- Всероссийский Композиторский Конкурс «Радио Орфей», Москва, Россия (2011);
- Всероссийский Конкурс Композиторов «Хоровая Лаборатория XXI века»[25], Санкт-Петербург, Россия (2011);
- Международный Конкурс Композиторов «Music and Earth»[26], София, Болгария (2014);
- Международный Композиторский Конкурс «Opus Dissonus», Бразилия, Бразилия (2017);
- Международный Композиторский Конкурс имени Антона Матасовского, Вена, Австрия (2018);
- Международный Композиторский Конкурс «Sounds of Matter»[27], Вена, Австрия (2018);
- Международный Музыкальный Конкурс имени Сен-Санса[28], Лондон, Великобритания (2023);
- Международный Музыкальный Конкурс «World Grand Prix»[29], Лондон, Великобритания (2024);
- Международный Музыкальный Конкурс «World’s Best Musicians»[30], Варшава, Польша (2024)[31];
- Международный Многожанровый Конкурс, посвящённый 220-летию со дня рождения М. И. Глинки «Русская Душа»[32], Москва, Россия (2024);
- Международный Многожанровый Конкурс, посвящённый 150-летию со дня рождения Мориса Равеля «Искусство – отражение души»[33], Москва, Россия (2025).

## CD
- «Winners of the 41st Annual Competitions in Music Performance». Concerto for Piano, Op.16. Composer: Sergei Prokofiev. Performer: Artem Anuchin. Orchestra: Bowling Green Philharmonia Orchestra. Conductor: Emily Freeman Brown / Publisher: Bowling Green Philharmonia[34], Ohio, USA (2008)
- «Millennial Masters Vol. 3»[35]. «Mercury» from the Piano Suite «Dances of Planets». Composer: Artem Anuchin. Performer: Artem Anuchin / Publisher: Ablaze Records, Cincinnati, Ohio, USA (2012)
- «Millennial Masters Vol. 5»[36]. «Venus» from the Piano Suite« Dances of Planets». Composer: Artem Anuchin. Performer: Artem Anuchin / Publisher: Ablaze Records, Cincinnati, Ohio, USA (2014)
- «Millennial Masters Vol. 8»[37]. «The Sounds of Full Moon», the 5th mov. from the cycle for piano solo. Composer: Artem Anuchin. Performer: Artem Anuchin / Publisher: Ablaze Records, Cincinnati, Ohio, USA (2018)
- Winner CD. Composer:  A. Scriabin «Sonata No. 7 and Composer: F. Liszt «Fantasy and Fugue on the Theme B-A-C-H». Performer: Artem Anuchin  /  Saint-Saëns International Music Competition[38]. London, United Kingdom, (2023)
- Winner CD. Composer: Artem Anuchin. «Dances of Planets», the suite for piano solo. Movements 1-4: «Mercury», «Venus», «Earth», «Mars» / World Grand Prix International Music Contest[29]. London, United Kingdom, (2024)

## Нотные книжки

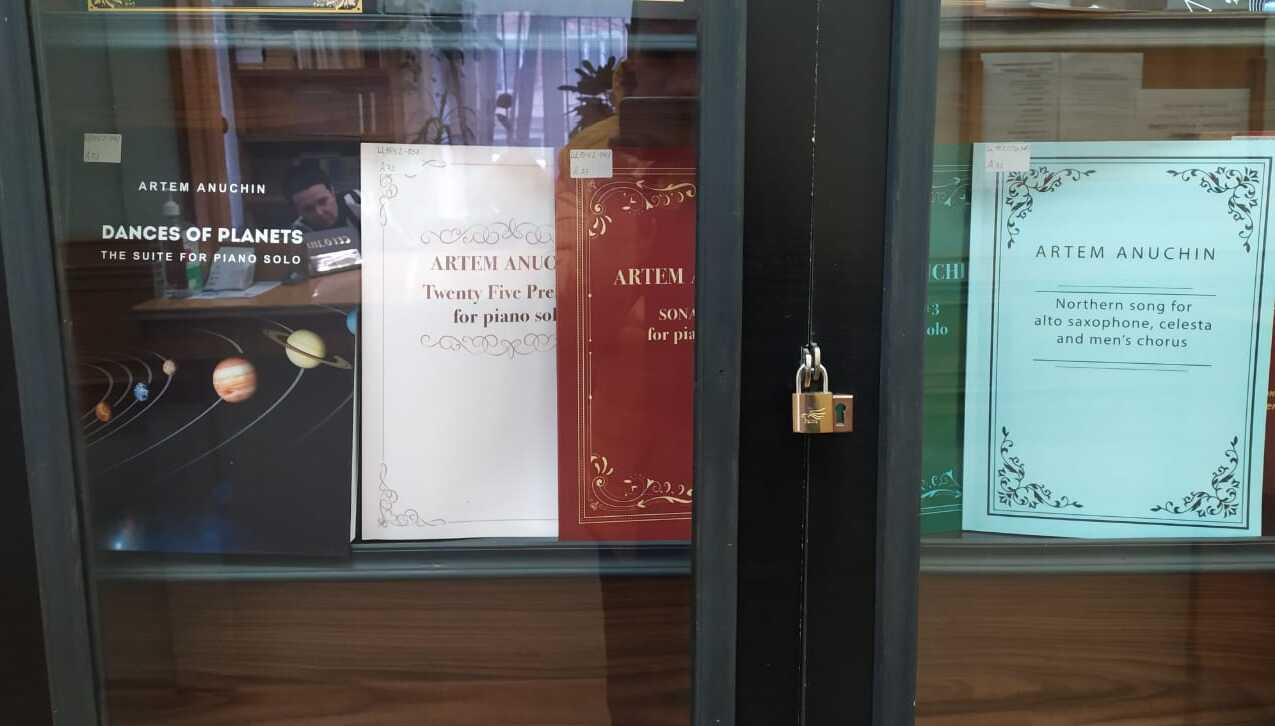
Нотные книжки в библиотеке МаГК

- Концертные пьесы для фортепиано. Авторский сборник юных пианистов / Санкт-Петербург: Центр еврейской музыки[41]. 2001.
- Платформа девять и 3/4. Музыка начинающих магов / Екатеринбург: Мастерская новой музыки «AUTOGRAPH». 2003.
- Artem Anuchin. «Музыка Гульфосского Водопада» для шести фортепиано[42] / Казань: Бук. 2021.
- Артем Анучин. «Двадцать пять прелюдий» для фортепиано соло[43] /  Казань: Бук. 2022.
- Артем Анучин. «Ноктюрн» для флейты и фортепиано[44] /  Казань: Бук. 2022.
- Артем Анучин. «Концерт для фортепиано с оркестром» в переложении для фортепиано соло[45] /  Казань: Бук. 2022.
- Артем Анучин. «Двенадцать джазовых этюдов» для фортепиано соло[46] /  Казань: Бук. 2022.
- Артем Анучин. «Танцы Планет», 9-ти частная сюита для фортепиано соло[47] /  Казань: Бук. 2023.
- Артем Анучин. «Вокальный цикл на слова Джона Китса» для баса и фортепиано[48] /  Казань: Бук. 2023.
- Артем Анучин. «Музыка Племени Сентинельцев» для шести деревянных духовых инструментов и вибрафона[49] /  Казань: Бук. 2023.
- Артем Анучин. «Северная песня» для альтового саксофона, челесты и мужского хора[50] /  Казань: Бук. 2023.
- Артем Анучин. Соната №2 для фортепиано соло[51] /  Казань: Бук. 2023.
- Артем Анучин. Соната №3 для фортепиано соло[52] /  Казань: Бук. 2023.
- Артем Анучин. «Музыка Кеймада-Гранди» для трёх скрипок[53] /  Казань: Бук. 2024.
- Артем Анучин. Вокализ для голоса и фортепиано[54] /  Казань: Бук. 2024.
- Артем Анучин. «Колокольная музыка» для кларнета и двух фортепиано[55] /  Казань: Бук. 2024.
- Артем Анучин. Соната №1 для фортепиано соло[56] /  Казань: Бук. 2024.
- Артем Анучин. «Четыре минимализма» для фортепиано соло[57] /  Казань: Бук. 2024.
- Артем Анучин. «Музыка дрейфующих льдинок» для двух флейт-пикколо[58] /  Казань: Бук. 2024.
- Артем Анучин. Соната №4 для фортепиано соло[59] /  Казань: Бук. 2024.
- Артем Анучин. Одиннадцать багателей для клавесина соло[60] /  Казань: Бук. 2025.
- Артем Анучин. «Вращения» для четырёх флейт[61] /  Казань: Бук. 2025.
- Артем Анучин. Шесть миниатюр для квартета деревянных духовых инструментов[62] /  Казань: Бук. 2025.
- Артем Анучин. «Рикошеты» для двух фортепиано[63] / Казань: Бук. 2025.
- Артем Анучин. «Полёт жирафа на воздушном шаре» для альтового саксофона, альта и виолончели[64] / Казань: Бук. 2025.